# Nové Mesto (Bratysława)
Nové Mesto (niem. Neustadt, węg. [Pozsony-]Újváros) – dzielnica Bratysławy, położona w powiecie Bratysława III, na północny wschód od centrum stolicy Słowacji.

## Historia
Pierwsza pisemna wzmianka o dzielnicy pochodzi z XIII wieku, ale teren ten długo był obszarem bez zwartej zabudowy i osadnictwa. W średniowieczu krzyżowały się tutaj szlaki z dawnej Bratysławy do Modrej, do wsi Vajnory (dzisiaj dzielnicy) oraz Trnawy i Nitry. Dopiero w XVIII wieku zaczął nabierać miejskiego charakteru – na rogatkach miasta zaczęto pobierać myto, o czym do dzisiaj przypominają dwa skrzyżowania – Trnavské mýto oraz Račianske mýto. W XIX wieku pojawiły się pierwsze zakłady przemysłowe, m.in. browar (1872–1873, produkujący do 2007 piwo Stein), fabryka dynamitu (1873) oraz fabryka czekolady (1896). W 1840 otwarto pierwszą w Koronie Węgierskiej kolej konną do miasteczka Svätý Jur. Budynek stacji zachował się do dzisiaj.
Masowa urbanizacja oraz wzrost liczby mieszkańców nastąpił dopiero w XX wieku.
W okresie II wojny światowej nazistowskie Niemcy przyłączyły do siebie Petržalkę, w której znajdowały się niemal wszystkie sportowe obiekty Bratysławy i konieczne stało się wybudowanie nowej infrastruktury, którą postanowiono ulokować w Nowym Mieście, w okolicy nazywanej Tehelné pole (Ziegelfeld, Téglamezö). W 1939 powstał basen, do 1944 trwała budowa stadionu piłkarskiego, który został obiektem klubowym Slovanu Bratysława (choć już w 1940 rozegrano na nim mecz towarzyski z Herthą Berlin). Stadion był później kilkukrotnie modernizowany, a w 2013 rozebrano go i trwa budowa nowego obiektu. W okresie niepodległej Słowacji powstał również stadion hokejowy Zimný štadión Ondreja Nepelu, znany obecnie jako Samsung Aréna. Po wojnie powstały kolejne obiekty – stadion do uprawiania kolarstwa (1946), kryty basen Pasienky (1973), hala sportowa Mladosť (1987) oraz Narodowe Centrum Tenisa (2003). W 1962 wybudowano w okolicy drugi stadion – Štadión Pasienky, który użytkuje klub Inter Bratysława.
W latach 1941–1943 miasto wybudowało w dzielnicy specjalne, samowystarczalne osiedle Ľudová štvrť.

## Atrakcje
Dzielnica położona jest u podnóża Małych Karpat, niedaleko też jest do Bratysławskiego Parku Leśnego (Bratislavský lesný park, częściowo położony jest w obrębie dzielnicy). W granicach Nowego miasta znajduje się wzgórze Kamzík z charakterystyczną wieżą telewizyjną, będącą najwyższym budynkiem w mieście. Na wzgórze można się dostać koleją linową (Sedačková lanovka - Kamzík) z Vinohradów.

## Podział administracyjny
Nové Mesto dzieli się na dwa okręgi katastralne:
- Nové Mesto, o powierzchni 9,85 km²,
- Vinohrady, o powierzchni 27,63 km²,

natomiast nieoficjalne na kilka mniejszych części:
- Ahoj,
- Jurajov dvor,

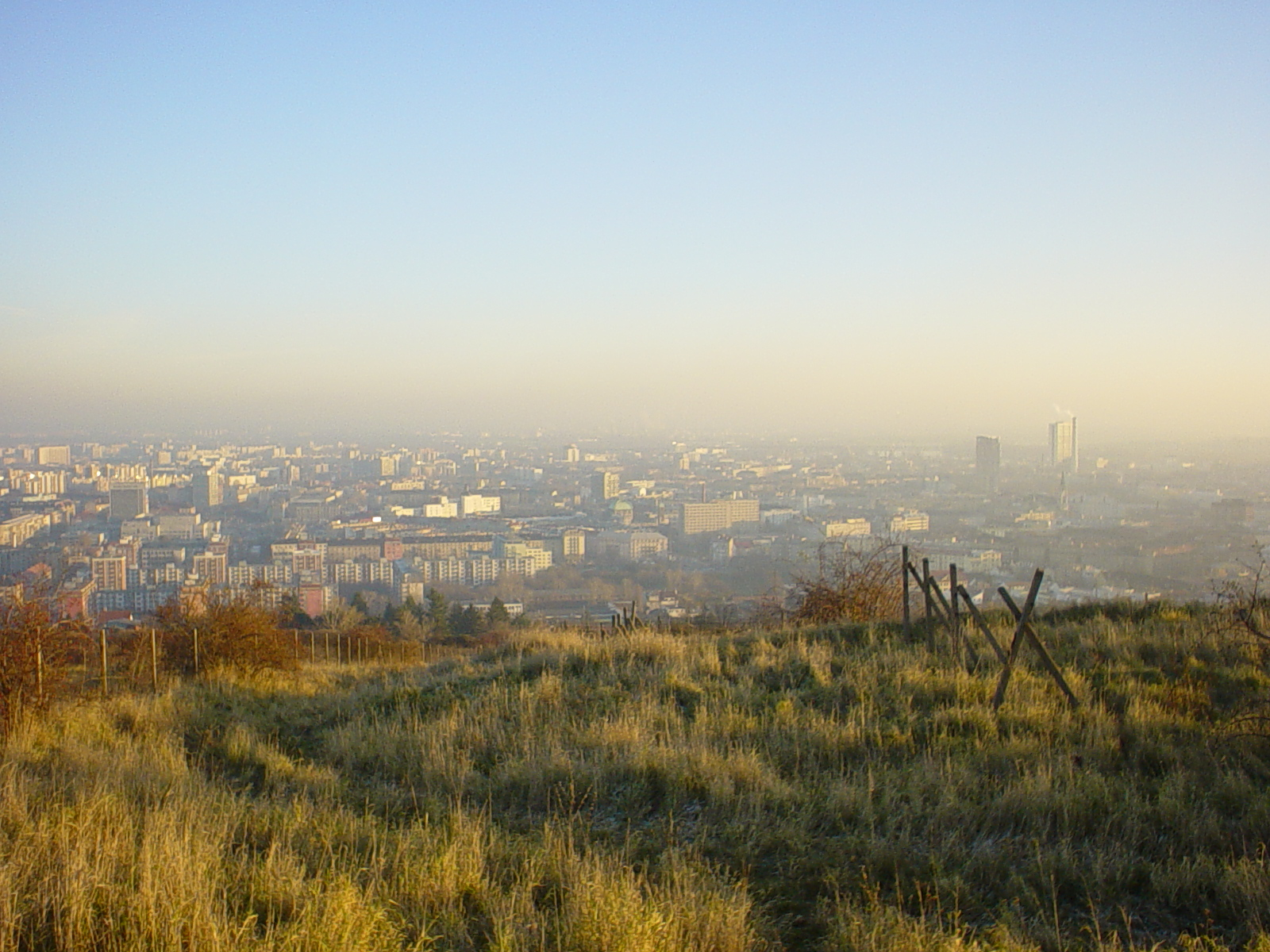
Widok z Koliby

- Koliba – dominują w niej tereny zielone i rekreacyjne, działa centrum filmowe (Filmové ateliéry Koliba); na jej terenie położone jest wzgórze Kamzík i kolejka linowa (dolna stacja położona jest w okolicy określanej jako Železná studienka),
- Kramáre – znajduje się tutaj słowackie Ministerstwo Zdrowia oraz Ministerstwo Edukacji,
- Mierová kolónia,
- Pasienky – ze stadionem Pasienki i halą sportową o tej samej nazwie; funkcjonuje także kąpielisko Kuchajda i centrum handlowe „Polus City Center”.

## Transport
W Nowym Mieście położone są dwie stacje kolejowe Bratislava Nové Mesto i Bratislava Vinohrady. Z kolei główna stacja kolejowa miasta – Bratislava hlavná stanica – znajduje się na granicy Nowego i Starego Miasta.